# Dacnomys millardi
Dacnomys millardi é uma espécie de roedor da família Muridae. É a única espécie do género Dacnomys.
Pode ser encontrada nos seguintes países: China, Índia, Laos e Nepal.